# نافع (اسم)
نافع هو اسم علم مذكر من أصل عربي، ومعناه هو من النفع المفيد، وهو مقدم الخير. 

## الأصل اللغوي
معناه هو من النفع المفيد، وهو مقدم الخير. نفَعَ يَنفَع، نَفْعًا، فهو نافِعٌ، ونَفَّاعٌ، والمفعول مَنْفوع.

## شخصيات تحمل الاسم
- نافع المدني (689 – 785)
- نافع بن نفيع العتيبي جد النفعة من قبيلة عتيبة.[3]
- نافع بن الأزرق (القرن 7[4][5] – 685[4])
- نافع بن الحارث بن كلدة الثقفي (القرن 12 – 670)
- نافع بن العباس التنيسي
- نافع بن بديل بن ورقاء الخزاعي
- نافع بن عبد الحارث الخزاعي
- نافع بن عمر الجمحي
- نافع بن هلال
- نافع بن جبير بن مطعم
- نافع الخفاجي
- نافع مصطفى العبوشي (1877 – 1929)
- نافع مولى ابن عمر (من أئمة التابعين بالمدينة المنورة، وأحد رواة الحديث النبوي الثقات، – 726)

## وصلات خارجية
- موسوعة السلطان قابوس لأسماء العرب